# Куэрда, Хосе Луис
Хосе́ Луи́с Куэ́рда Марти́нес (исп. José Luis Cuerda Martínez; 18 февраля 1947, Альбасете — 4 февраля 2020, Мадрид) — испанский режиссёр, оператор, сценарист и продюсер. Дважды лауреат премии «Гойя» за лучшие адаптированные сценарии к своим фильмам.

## Биография
Изучал юриспруденцию в Мадриде, но через три года бросил учёбу и работал радиотехником. В 1969 году поступил на работу на испанское телевидение и снимал документальные сюжеты для службы новостей. В 1985—1987 годах работал ассистентом на факультете изобразительных искусств Университета Саламанки. Снял несколько короткометражных фильмов. Первый полнометражный фильм вышел в 1982 году. Куэрда неоднократно выступал в качестве продюсера фильмов Алехандро Аменабара.
Умер в мадридской больнице от эмболии.

## Фильмография
- 1977: Пора невезенья / Mala racha
- 1982: Чёт и нечет / Pares y nones
- 1985: Общий / Total
- 1987: Живой лес[англ.] / El bosque animado
- 1988: Одного рассвета недостаточно / Amanece, que no es poco
- 1991: Вдова капитана Эстрада / La viuda del Capitán Estrada
- 1992: Свинья[англ.] / La marrana
- 1993: Касаясь дна / Tocando fondo
- 1995: На земле как на небе[англ.] / Así en el cielo como en la tierra
- 1999: Язык бабочек[англ.] / La lengua de las mariposas; премия «Гойя» за лучший адаптированный сценарий
- 2000: Первая любовь / Primer amor
- 2004: Есть повод! / ¡Hay motivo!
- 2006: Воспитание фей[англ.] / La educación de las hadas
- 2008: Слепые подсолнухи / Los girasoles ciegos; по рассказу Альберто Мендеса, премия «Гойя» за лучший адаптированный сценарий
- 2012: Повсюду тишина[англ.] / Todo es silencio
- 2018: Спустя некоторое время[англ.] / Tiempo después